# Manuel Quesada
Manuel Carlos Quesada Candela (Crevillente, Alicante, España; 4 de noviembre de 1959) fue un futbolista español que se desempeñaba como defensor.

## Clubes
| Club     | País   | Año         |
| -------- | ------ | ----------- |
| Elche CF | España | 1978 - 1987 |
| Xerez CD | España | 1987 - 1988 |